# Orde van Militaire Verdienste (Toscane)
De Orde van Militaire Verdienste (Italiaans:"l'Ordine del Merito Civile e Militare") van het Groothertogdom Toscane werd op 19 december 1853 door Groothertog Leopold II van Toscane ingesteld. De orde was in rang de derde van de drie Toscaanse orden.

## De geschiedenis van de orde
Het decreet van 19 december 1853 had de orde een wettelijke basis gegeven. De regerende Groothertog Leopold II van Toscane heeft met de "Orde van militaire verdienste" een eerste moderne orde van verdienste ingesteld. Het was in rang de derde ridderorde van het Groothertogdom Toscane, na de Orde van St. Stephen en de Orde van St. Joseph. De Groothertog wenste het aantal mogelijkheden om militaire verdiensten te belonen te vergroten. In een Groothertogelijk Decreet van 19 december 1850 was al aangekondigd dat hij verdiensten in dienst van de groothertog en de Staat, afhankelijk van de omstandigheden, en een prijzenswaardige carrière wenste te belonen.
De orde bestond ten tijde van de instelling uit drie graden en de Toscaanse Groothertog was de Souverein en Grootmeester van de orde. Anders dan bij de andere Toscaanse orden het geval is wordt deze orde in de Almanach de Gotha niet als dynastieke- of Huisorde van de Groothertogelijke familie genoemd.
Aan de onafhankelijkheid van het Groothertogdom Toscane kwam een einde toen Savoye en Frankrijk samen het Keizerrijk Oostenrijk, de beschermer van de onafhankelijkheid van Toscane en de andere midden-Italiaanse staten, versloegen.
De orde werd op 22 maart 1860 door de regering van Sardinië, dat Toscane inmiddels geannexeerd had, afgeschaft. De orde had toen nog maar zeven jaar bestaan en was daarom zelden toegekend. De versierselen uit de jaren 1853 - 1860 zijn daarom erg zeldzaam.
De verbanning van de Groothertogelijke familie na de volksstemming van 1860 was niet het einde van de ridderorde. De verbannen Groothertog en zijn opvolgers erkenden de annexatie en de afschaffing van de orde niet. De verbannen Groothertog liet dat, zoals in die tijd gebruikelijk, in brieven aan de gekroonde hoofden van Europa weten. Met een beroep op hun recht om als vorsten een ridderorde te stichten of te verlenen, een recht dat door het Congres van Wenen aan alle na 1813 regerende vorsten werd toegekend bleven de groothertogen hun orden verlenen en decreten uitvaardigen waarin de orden werden hervormd. Volgens het volkerenrecht en het orderecht is deze ridderorde eigendom van het hoofd van het Huis Habsburg-Toscane en vreemde staten erkennen de benoemingen van de Groothertog en zijn opvolgers.
De Orde van Militaire Verdienste werd meermaals hervormd en uiteindelijk tweemaal omgedoopt. De orde kreeg de volgende vorm:
- De Orde van Militaire Verdienste (l'Ordine del Merito Militare) van 1853 tot 1861
- De Orde van Civiele en Militaire Verdienste (l'Ordine del Merito Civile e Militare) van 1861 tot 2007
- De Orde van Civiele Verdienste van Toscane (Ordine al Merito civile di Toscana) na 2007

De graden van de orde in 1853

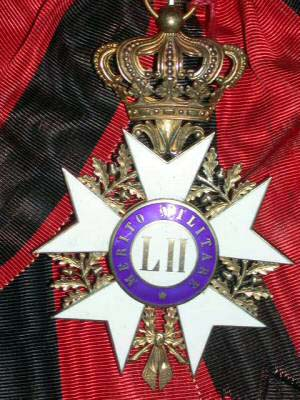
Grootkruis van de Orde van Civiele verdienste

In 1853 koos de Groothertog voor een indeling in drie graden. Hij volgde daarmee het voorbeeld van buitenlandse orden zoals de Orde van het Bad.
- Ridder der Eerste Klasse

De Ridders der Eerste Klasse droegen hun kruis aan een lint om de hals. De onderscheiding verleende, zonder leges of kosten te hoeven betalen, de erfelijke adeldom.
- Ridder der Tweede Klasse

De Ridders der Tweede Klasse droegen een gouden kruis aan een smal lint op de linkerborst. De onderscheiding verleende, zonder leges of kosten te hoeven betalen, de persoonlijke, niet erfelijke, adeldom.
- Ridder der Derde Klasse

Deze onderscheiding, een zilveren kruis met zilveren kroon, werd aan een smal lint op de linkerborst gedragen. De onderscheiding werd ook aan dappere soldaten en onderofficieren toegekend, De gedecoreerde militairen kregen een hogere soldij.
De Toscaanse Minister van Oorlog en de voorzitter van de Raad van Ministers John Baldasseroni werden bij de administratie van de orde bijgestaan door een secretaris en een archivaris.
Er werd vastgesteld dat de niet-adellijke Grootkruisen en de niet-adellijke Grootofficieren kosteloos in het adelsregister ingeschreven zouden worden. Hun adeldom was erfelijk, de lagere graden verwierven persoonlijke adeldom.
Na de dood van een lid van de orde moesten de versierselen worden teruggegeven aan de secretaris van de Orde.
Ook werd bepaald dat de Kanselier van de orde zou werd gekozen uit de Grootkruisen en dat de secretaris een Commandeur of Officier moest zijn.
De eenvoudige versierselen waren geschikt om dagelijks op uniformen te dragen wat verklaarbaar is uit het in eerste instantie militaire en bescheiden karakter van deze ridderorde. Versierselen zoals de ster en het grootlint ontbraken in de eerste jaren. Deze decoratie kon worden verleend aan Toscaanse militairen en burgers maar ook aan buitenlanders en was ook voor vreemdelingen onderverdeeld in drie klassen.

## De versierselen van de orde 1853 - 1861
Het kleinood is een gouden witgeëmailleerd kruis met vijf armen en tien punten. Daarboven is als verhoging een beugelkroon aangebracht. Op de blauwe ring van het medaillon staat "VIRTUTI MILITARI" in gouden letters.In het witte medaillon staat op de voorzijde het monogram "L. II " van de stichter en op de keerzijde het jaartal "1853". Het kruis is op een krans van eikenbladeren gelegd.
De decoraties van het 1ste en 2de klasse waren van goud met de koninklijke kroon van hetzelfde metaal, terwijl de 3e klasse aan een zilveren kroon werd gedragen. Het lint was rood en wit.

## De orde in ballingschap
De orde werd op 9 november 1861 door de op dat moment bij zijn Habsburgse verwanten in Oostenrijkse ballingschap levende Groothertog Leopold II tot "Ordine del merito civile e militare" omgedoopt. Het veld van te belonen activiteiten werd daarmee vergroot. De Groothertog maakte zo ook duidelijk dat de orde nog steeds van hem was en als organisatie onder zijn leiding bleef voortbestaan.
Ferdinand IV van Toscane heeft in 1861 en 1862 decreten over de orde doen uitgaan.
In 1861 kreeg de orde vijf graden. Deze vijf graden, hun aanduidingen en ook de draagwijze van de versierselen zijn gebruikelijk voor moderne Europese orden. Zo kon worden voldaan aan het protocol dat voorziet in onderscheidingen die overeenkomen met de militaire of ambtelijke rang van de decorandus. In het 19e-eeuwse Europa hechte men sterk aan standsverschillen en aan decoraties.
De graden van 1861 en de medaille
- Grootkruis of gran croce
- Grootofficier of grande ufficiale
- Commandeur of commendatore
- Officier of ufficiale
- Ridder of cavaliere

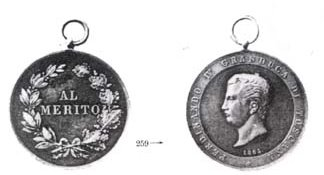
De Medaille van Verdienste

Met een decreet van 18 februari 1862 werd een nieuwe onderscheiding, lager in rang dan het ridderkruis dat alleen geschikt werd geacht voor "heren van stand" en officieren, onder de naam "Medaille van Verdienste verbonden aan de Orde van Civiele en Militaire Verdienste" ingesteld. In de late 19e eeuw ontstond voor het eerst behoefte om ook onderofficieren en handwerkslieden te decoreren maar zij werden niet in de ordegemeenschap opgenomen. De medailles werden zoals te doen gebruikelijk in goud, zilver en brons verleend.
Het lint waaraan de medaille op de linkerborst mocht worden gedragen was dezelfde als die van het Kruis van Ridders in de Orde. Met de oprichting van de nieuwe medaille werd de oudere "Speciale Medaille voor Militaire Verdienste", opgericht bij Groothertogelijk Decreet van 19 mei 1841 weer afgeschaft.
De orde leidde meer dan een eeuw lang een verborgen bestaan. Benoemingen waren zeldzaam en vonden vooral binnen de familie plaats. De verbannen Titulair Groothertog van Toscane woonde in het Oostenrijkse Salzburg en niet in Italië.

## De versierselen 1861 - 2007
Het kleinood was ook na de hervorming een gouden witgeëmailleerd kruis met vijf armen en tien punten. Daarboven is als verhoging een beugelkroon aangebracht. Op de blauwe ring van het medaillon staat nu "VIRTUTI CIVILE E MILITARI", tegemoetkomend aan het nu ook burgerlijke karakter van de onderscheiding, in gouden letters.In het witte medaillon staat op de voorzijde het monogram "L. II" van de stichter en op de keerzijde het jaartal "1853". Het kruis is op een krans van eikenbladeren gelegd.
De decoraties van het 1ste en 2de klasse waren van goud met de koninklijke kroon of beugelkroon van hetzelfde metaal, terwijl de 3e klasse aan een zilveren kroon werd gedragen. Het lint was rood en wit.
De Groothertog koos voor een ster die door de Grootkruisen en Grootofficieren op de borst kon worden gedragen. Deze zilveren ster lijkt sterk op de ster van de Grootkruisen van het Franse Legioen van Eer.Onder de ster is en eikenkrans gelegd waar de ster van het Legioen van Eer stralen heeft. De Grootkruisen kregen nu voor het eerst een grootlint zodat zij hun grootkruis aan een strik op de linkerheup konden dragen.

## De orde in de 21e eeuw

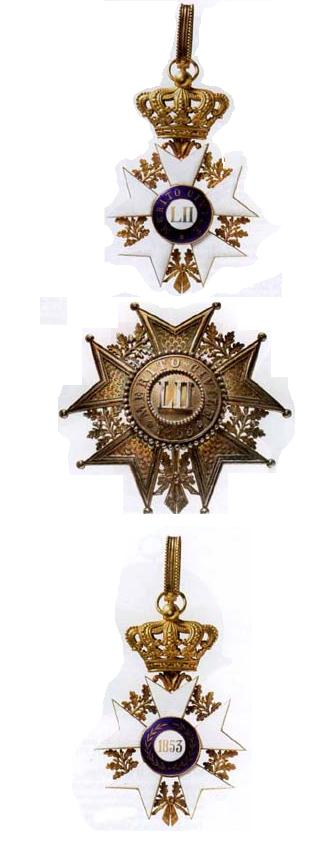
Ordine del merito civile

In de late 20e eeuw kregen de ooit in ballingschap vertrokken Italiaanse vorsten van de regerende huizen van Toscane, Napels en Parma weer meer belangstelling voor hun oude rijken en rijkjes. De Italiaanse regering verbood hen niet om het land te bezoeken en zich daar ook metterwoon te vestigen. Zij hervormden hun oude ridderorden, zij waren daarvan volgens het orderecht immers nog steeds de eigenaar, en begonnen de orden binnen en buiten hun vroegere territorium weer op grote schaal te verlenen. De titulair Groothertog van Toscane blies de Orde van Militaire en Civiele Verdienste in 2007 als "Ordine al Merito civile di Toscana" nieuw leven in. Door de naamswijziging en nieuwe statuten werd de orde nu een uitsluitend civiele onderscheiding.
De Titulair Groothertog noemt zich "Capo della Dinastia Grand Ducale di Toscana e Gran Maestro degli Ordini Dinastici".
De Italiaanse staat kent de orden van de vroegere vorsten een bijzondere plaats toe. Ambtenaren en militairen mogen de orden aannemen en de versierselen dragen.

## De Orde van Civiele Verdienste
De huidige Souverein en Grootmeester van de Orde van Civiele en Militaire Verdienste is de Titulair Groothertog van Toscane, Zijne Keizerlijke en Koninklijke Hoogheid Aartshertog Sigismund van Habsburg-Lotharingen die in een besluit van 19 februari 2007, bevestigde dat de orde in de toekomst als "Orde van Civiele verdienste" of "Ordine del merito civile" voort zou bestaan. De Groothertog is immers een Italiaans onderdaan en hij beschikt niet over een leger. De nobilering zou alleen nog in expliciet genoemde gevallen geschieden. Het recht van de Titulair Groothertog om iemand in de adelstand te verheffen berust op zijn Jus Sanguine.
Tot Grootkanselier van de Orde werd Don Domenico Serlupi Crescenzi Ottoboni benoemd, die ook Staatssecretaris van het Groothertogelijk Huis en Vice-Kanselier van de Groothertogelijke Orde van Santo Stefano en de Orde van St. Joseph is.